# Bolyphantes distichoides
Bolyphantes distichoides là một loài nhện trong họ Linyphiidae.
Loài này thuộc chi Bolyphantes. Bolyphantes distichoides được Andrei V. Tanasevitch miêu tả năm 2000.